# Edukacja dla pokoju

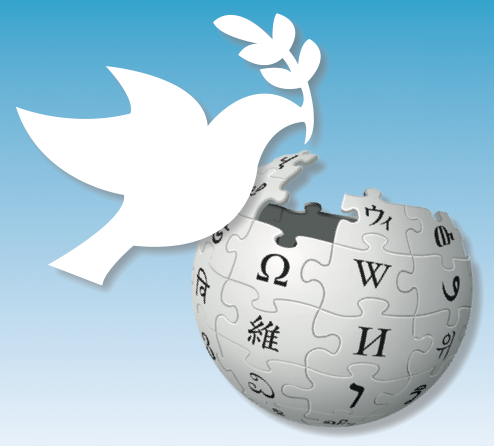
Logo międzynarodowego projektu „Wikipedia for Peace”

Edukacja dla pokoju (wychowanie dla pokoju) – jeden ze ściśle powiązanych działów edukacji globalnej, formalna i nieformalna edukacja, obejmująca wychowanie i kształcenie (nauczanie i uczenie się) dzieci, młodzieży i dorosłych, której celem jest budzenie czujności opinii publicznej i mobilizowanie sumienia ludzkości na rzecz pokoju oraz przygotowywanie ludzi do rozwiązywania konfliktów bez przemocy (wysłuchiwania innych ze współczuciem i szczerego wyrażania siebie, zob. też Mahatma Gandhi i ahimsa).
Do zadań edukacji dla pokoju należy uświadomienie konieczności działań w skali globu na rzecz sprawiedliwości, równości i przestrzegania praw człowieka, zgodnie z zapisami Deklaracji ONZ o wychowaniu społeczeństw w duchu pokoju, uchwalonej w 1978 roku – z inicjatywy Polski – na XXXIII Sesji Zgromadzenia Ogólnego, z artykułem 1 Powszechnej deklaracji praw człowieka (Paryż 1948) oraz Kartą Ziemi.
Według Powszechnej deklaracji praw człowieka:

Wszyscy ludzie rodzą się wolni i równi pod względem swej godności i swych praw. Są oni obdarzeni rozumem i sumieniem oraz powinni postępować w stosunku do siebie wzajemnie w duchu braterstwa.

Edukacją dzieci, młodzieży i dorosłych w zakresie porozumiewania się bez przemocy zajmuje się wiele organizacji, instytucji i stowarzyszeń o międzynarodowym zasięgu, np. United Nations Educational, Scientific and Cultural Organization (UNESCO), Christian Peacemaker Teams (CPT), Center for Nonviolent Communication (CNVC), Henri Dunant Centre for Humanitarian Dialogue (HD Centre), Coexistence International (CI), Crossing Borders, Conflict Resolution Network Canada, European Students Forum. AEGEE Europe itp..
UNESCO (ONZ) przyznaje Nagrody za Wychowanie dla Pokoju. Za działania w tym zakresie przyznawane są również inne nagrody, np. przez El-Hibri Foundation i Fundację Evens.

## Elementy historii wojen

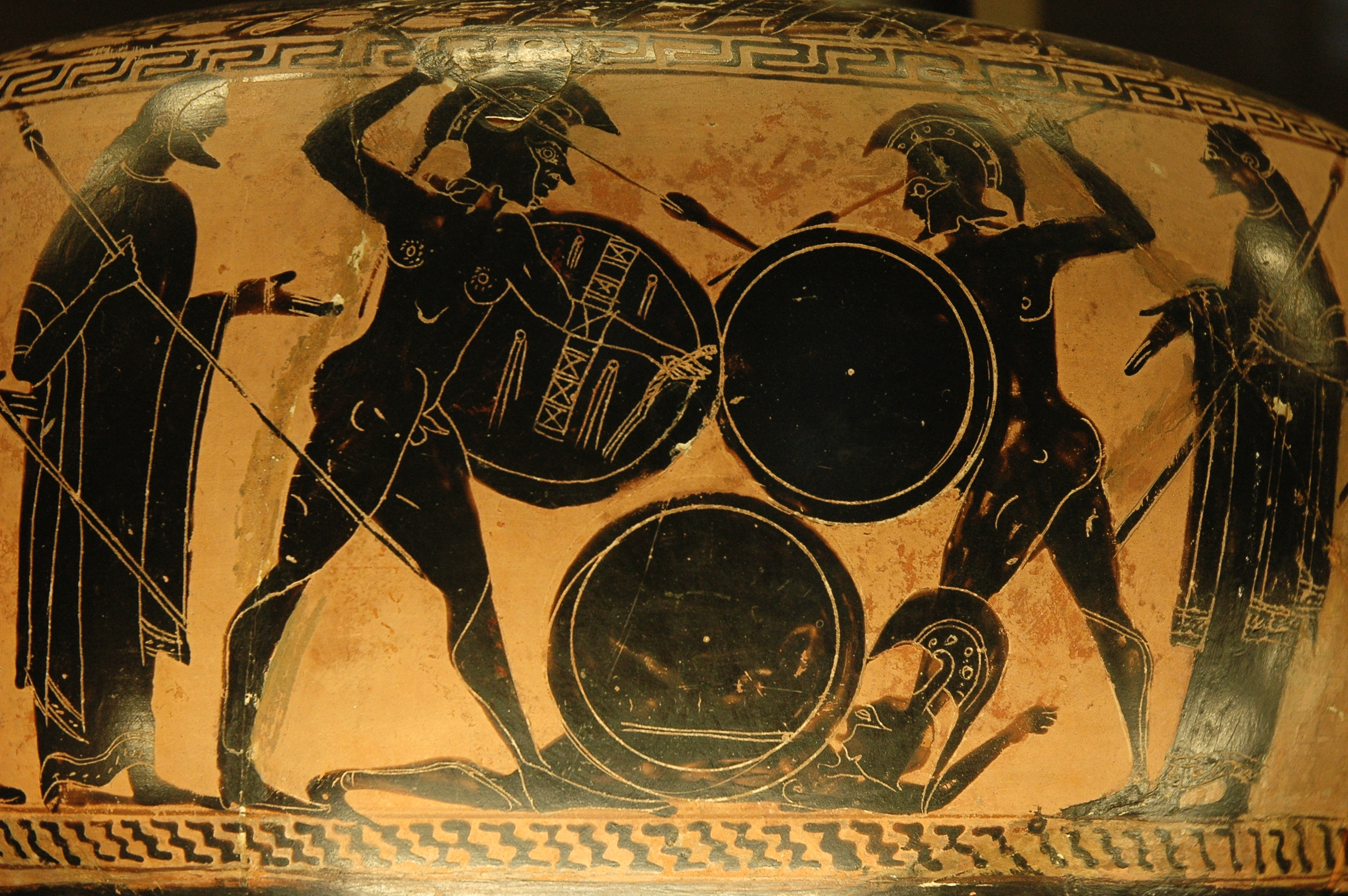
Walka hoplitów – malowidło na wazie z lat 560–550 p.n.e.

Z antropologicznego punktu widzenia o powszechności zbrojnego rozwiązywania konfliktów między grupami społecznymi można mówić od czasów rewolucji neolitycznej, która doprowadziła do powstania pierwszych cywilizacji (zob. skutki rewolucji neolitycznej, początki rolnictwa, rewolucja agrarna). Opanowanie technik uprawy zbóż sprawiło, że niewielkie ludzkie grupy rodzinne zostały uzależnione od miejsca, które uznawały ze swoją własność. Zaczęły powstawać niewielkie wioski, a następnie większe lokalne zbiorowości, powiązane silnymi więziami, o strukturze społecznej dostosowanej do potrzeb wspólnej uprawy (np. racjonalny podział pracy, wspólna ochrona zbiorów, narzędzi i domostw przed obcymi itp., posłuszeństwo osobom pełniącym władzę). Liczba mieszkańców wiosek była początkowo ograniczona do ok. 150. Z biegiem czasu zaczęły powstawać coraz większe społeczności, w których nie wszyscy znali się wzajemnie – miasta, państwa, imperia, federacje o różnej wielkości i różnych, coraz bardziej złożonych systemach politycznych (zob. np. miasto-państwo, polis, ethne, hierarchia społeczna, władza, kodeksy prawne, organizacje kościelne).
Od chwili powstania państw i większych systemów polityczno-społecznych konflikty między nimi były przyczyną wojen (zob. np. wojny w starożytności i w średniowieczu). Nieustannie doskonalono sztukę wojenną, stosowano coraz bardziej destrukcyjną, „doskonalszą” broń, tworzono teorie geopolityczne, szkolono armie, wychowywano dzieci i młodzież niezgodnie z zasadami patriotyzmu, wyrażonymi w 1905 roku przez Henryka Sienkiewicza

… idea ojczyzny powinna zajmować pierwsze miejsce w duszy i sercu człowieka. (…) Ale jednocześnie pierwszym obowiązkiem prawdziwego patrioty jest czuwać nad tym, by idea jego Ojczyzny nie tylko nie stanęła w przeciwieństwie do szczęścia ludzkości, lecz by się stała jedną z jego podstaw. Tylko w tych warunkach istnienie i rozwój Ojczyzny staną się sprawą, na której całej ludzkości zależy. Innymi słowy, hasłem wszystkich patriotów powinno być: przez Ojczyznę do ludzkości, nie zaś: dla Ojczyzny przeciw ludzkości.

O polskości pisał m.in. Józef Tischner (powołując się na słowa Norwida):

Ogólna zasada jest taka: żeby uratować Polaka, nie należy zabijać człowieka. Tylko ten jest dobrym Polakiem, kto jest dobrym człowiekiem. Polskość jest drogą do człowieczeństwa, a nie odwrotnie.

## Elementy filozofii wojny i pokoju
Pokój nie jest pojęciem jednoznacznym. Nie zostały określone najpewniejsze drogi do jego osiągnięcia w skali globu; wyrażane są nawet wątpliwości, czy jego osiągnięcie jest możliwe. Problemem zajmują się specjaliści w różnych dziedzinach nauki, tj. filozofia, socjologia, psychologia, prawo, politologia i in. Przedstawiciele filozofii wojny i pokoju przez wieki prezentowali skrajnie zróżnicowane stanowiska w tej sprawie.
Immanuel Kant (1724–1804) opisał koncepcję „wiecznego pokoju”, według której pokój światowy:

… wymaga radykalnej i niezbędnej przemiany ludzkich relacji, bez której wszelka własność i bezpieczeństwo są niepewne. Wymaga on ustanowienia powszechnego ustroju państwowego (Völkerstaat, civitas gentium). Jest to niewykonalne, zamiast tego musimy zaakceptować związek państw (Völkerbund). Ponieważ jednak niewykonalność tego projektu nie została ostatecznie dowiedziona, a moralność domaga się wiecznego pokoju, a więc i powszechnego państwa obywatelskiego, należy mimo wszystko uznać wieczny pokój za cel, do którego będziemy nieustannie się przybliżać dzięki ciągłemu postępowi.

Zdecydowanie pesymistycznie wyrażał się Bertrand Russell (1872–1970):

Ziemia, po wiekach wydawania na świat nieszkodliwych owadów i motyli osiągnęła ten poziom ewolucji, na którym pojawiają się Neronowie, Genghis Khanowie i Hitlerzy.

Rudolf Kjellén (1864–1922) głosił, że państwo jest nieodłącznie związane ze swoją ziemią i starania o podporządkowanie państw sąsiednich są naturalne i nieuniknione (zob. ład naturalny). Podobne myśli wyrażał już w IV w. p.n.e. Arystoteles w swojej teorii państwa. Twierdził, że „idealne państwo” jest mrzonką, ponieważ dobro jest pojęciem subiektywnym; pisał na temat wychowania m.in.:

[…] prawodawca powinien zająć się w pierwszym rzędzie wychowaniem młodzieży. Jeśli tak się w państwie nie dzieje, to cierpią na tym ustroje, gdyż obywatele muszą być odpowiednio do ustroju wychowani.

Przypuszcza się, że różne systemy wychowawcze w starożytnych państwach, np. Atenach i Sparcie, powstały pod wpływem różnych czynników przestrzennych i politycznych (geopolityka), które ukształtowały również różną w poszczególnych państwach „duszę narodów”.
Przekonanie, że przewaga „duszy własnego narodu” i własnej kultury nad obcą usprawiedliwia agresję szerzono w późniejszych okresach historii, powołując się na pojęcie „wojna sprawiedliwa”, które definiowali już Cyceron (106–43 p.n.e.) i św. Augustyn (354–30 p.n.e.). Ustalanie, kto jest uprawniony do decydowania o tym, czy jest ona „sprawiedliwa”, sprawiało trudności (zob. m.in. warunki wojny sprawiedliwej, Ius ad bellum, Ius in bello).

## Wnioski z doświadczeń XX i XXI wieku

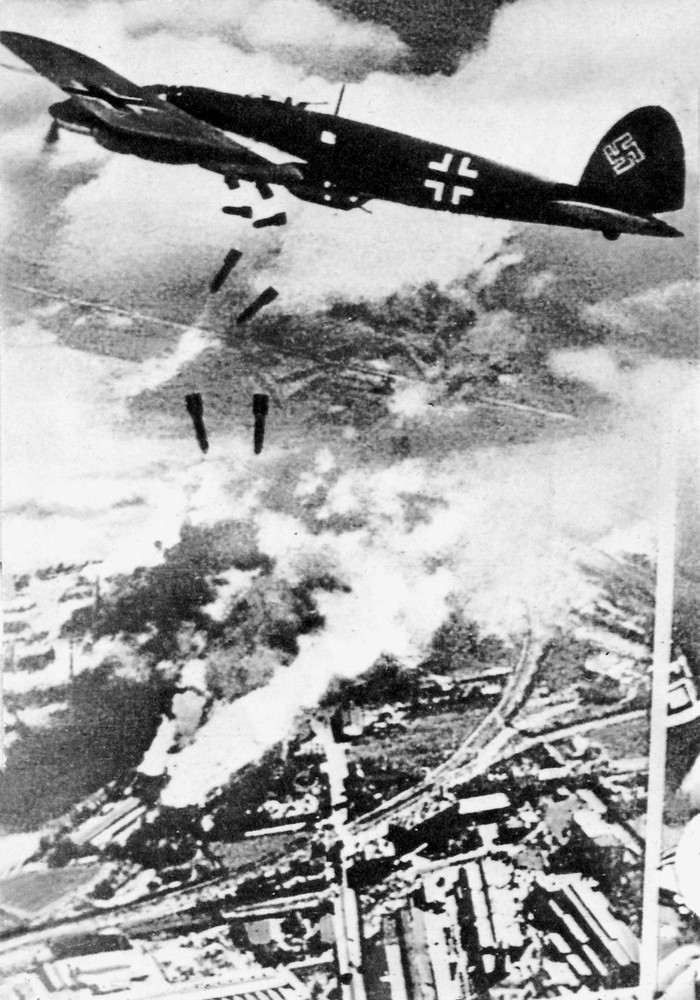
Warszawa została zrujnowana w latach 1939–1944 w wyniku nalotów Luftwaffe i Wojskowych Sił Powietrznych ZSRR.

„Nie wiem, jaka broń będzie użyta w trzeciej wojnie światowej, ale czwarta będzie na maczugi” (Albert Einstein, 1947).

„Świat osiągnął jasność bez mądrości, moc bez sumienia. Żyjemy w świecie atomowych gigantów i moralnych dzieci. O wojnie wiemy więcej niż o pokoju, o zabijaniu więcej niż o życiu” (gen. Omar Bradley, 1948).

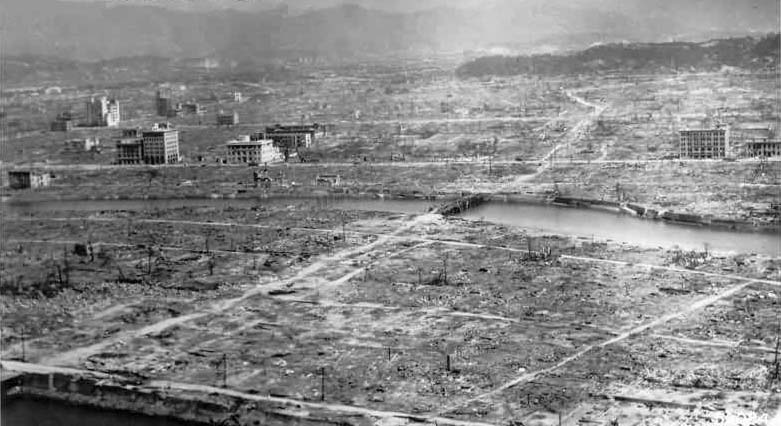
6 sierpnia 1945 roku wybuch jednej bomby Little Boy, zrzuconej na Hiroszimę, całkowicie zniszczył 48 tys. budynków i spowodował śmierć 70–90 tysięcy mieszkańców.

W XX wieku nacjonalizm, rozwinięty do swojej skrajnej postaci – szowinizmu (nie napotykający zdecydowanego sprzeciwu niemieckich intelektualistów), doprowadził do dwóch wojen światowych, których skutki skłoniły do działań na rzecz pokoju światowego, do starań o zabezpieczenie przed wybuchem wojny trzeciej.
Już przed wybuchem obu wojen światowych Gustave Le Bon, zajmujący się psychologią społeczną (w tym filozoficznymi i socjologicznymi badaniami następstw rewolucji przemysłowej), stwierdzał m.in., że ludzkie tłumy zachowują się nieracjonalnie, kierując się popędami i łatwo ulegając sugestiom. Pisał:

Kto […] posiada odpowiednio wielki prestiż i nie dopuści do jego osłabienia, ten może pogardzać ludźmi, może ich mordować milionami, może narazić kraj na niebezpieczeństwa grożące z zewnątrz, a wszystko mu ujdzie bezkarnie.

Podobny sens miało stwierdzenie Hermanna Göringa (Norymberga 1946):

[…] zwykli ludzie nie chcą wojny, …, ale […] łatwo jest pociągnąć za sobą ludzi […] Jedyne, co trzeba zrobić, to powtarzać ludziom w kółko, że są atakowani, oraz potępić pacyfistów za brak patriotyzmu i narażanie kraju na niebezpieczeństwo. To działa w każdym kraju (Hermann Göring na procesie norymberskim, 1946).

Po dotkliwych doświadczeniach obu wojen światowych XX wieku podjęto istotne kroki w kierunku bezpieczeństwa międzynarodowego, m.in.:
po I wojnie światowej
- 1919 – utworzenie Ligi Narodów i Międzynarodowej Organizacji Pracy
- 1928 – zawarcie Paktu Brianda-Kellogga
- 1931 – powstanie Wspólnoty Narodów (zob. też Statut Westminsterski)

po II wojnie światowej
- 1945 – podpisanie Karty Narodów Zjednoczonych, utworzenie Organizacji Narodów Zjednoczonych, uchwalenie Powszechnej deklaracji praw człowieka
- 1957 – zawarcie Traktatów rzymskich, utworzenie Unii Europejskiej
- 1963 – zawarcie Układu o zakazie prób broni nuklearnej (126 państw-stron)
- 1968 – zawarcie Układu o nierozprzestrzenianiu broni jądrowej, do 2003 roku podpisanego i ratyfikowanego przez 188 państw
- 1996 – zawarcie Traktatu o całkowitym zakazie prób z bronią jądrową, podpisanego przez 183 państwa

W 1986 roku Jan Paweł II zainicjował „Modlitwę o Pokój”. W pierwszym spotkaniu uczestniczyło 47 delegacji wyznań chrześcijańskich oraz 13 przedstawicieli innych religii. Podobne spotkania odbyły się w latach 2002 i 2011. W 2004 roku Światowa Rada Kościołów ustanowiła Międzynarodowy Dzień Modlitwy o Pokój (w dniu Międzynarodowego Dnia Pokoju). Coroczne spotkania „W duchu Asyża” są organizowane przez Wspólnotę Sant’Egidio.
Naukowe badania problemów pokoju wchodzą w zakres irenologii, nauki interdyscyplinarnej na pograniczu demografii, etnografii, historii, politologii, socjologii, psychologii, ekonomii i in. Dotychczasowe efekty badań nie dowodzą ani wykonalności, ani niewykonalności projektu pokoju światowego, zbieżnego z ideą Kanta. Pojęcie „pokój” bywa nadal stosowane jako określenie stosunków politycznych wewnątrz lub między sąsiadującymi państwami (brak wojny lub zagrożenia wybuchem konfliktu zbrojnego). Pokojowy globalny system społeczny (zob. struktura społeczna) – ponadnarodowy, ponadpaństwowy i wielokulturowy – często uznaje się za utopię (główna przyczyna wojen bywa dostrzegana w niezmiennej naturze człowieka – „najbardziej niebezpiecznego ze zwierząt”), jednak nadal są podejmowane wysiłki, zmierzające do rozwiązania problemów. Wydaje się, że jest ono bardzo odległe.
Jeden z modeli struktury pokojowego społeczeństwa globalnego zaproponował Dieter Senghaas, autor m.in. książek On Perpetual Peace: A Timely Assessment (2007), Weltordnung in einer zerklüfteten Welt – Hat Frieden Zukunft? i koncepcji „cywilizacyjnego sześciokąta” (niem. Zivilisatorisches Hexagon). Opisywany przez D. Senghaasa złożony system (zob. system polityczny) jest jedną z podstaw dyskusji na temat zakresu edukacji dla pokoju.

Cywilizacyjny sześciokąt D.Senghaasa

Autor koncepcji uważa, że pokojowej koegzystencji państw świata może sprzyjać organizacja społeczeństw

w sposób zapewniający równoważenie się oddziaływania sześciu elementów (wierzchołki figury):

- monopol na użycie siły
- praworządność i niezależna władza sądownicza
- demokracja uczestnicząca
- opanowywanie afektów w relacjach interpersonalnych
- konstruktywne zarządzanie konfliktami
- sprawiedliwość społeczna

Sprawne działanie struktury państwa – systemu zbudowanego z wymienionych konstrukcyjnych elementów – wymaga czynnego udziału zaangażowanych obywateli, świadomych swoich obywatelskich praw i obowiązków. Zgodnie z modelem struktury państwowe powinny znajdować się pod wpływem oddziaływań zewnętrznych – działać zgodnie z zasadami prawa międzynarodowego i europejskiego oraz z umowami międzypaństwowymi, postanowieniami organizacji międzynarodowych (OBWE, ONZ i in.), wyrokami sądów międzynarodowych itp. Tak zarysowany system światowy przypomina „związek państw” (Völkerbund), do którego tworzenia zachęcał Immanuel Kant (koncepcja „wiecznego pokoju”).
Uznanie schematu Senghaasa za propozycję „globalnego ustroju”, gwarantującego pokój światowy, pozwala odwołać się do przytoczonej wcześniej opinii Arystotelesa: „obywatele muszą być odpowiednio do ustroju wychowani” i wskazać kierunki niezbędnej „edukacji dla pokoju”.

## Edukacja dla pokoju – cele i metody

### Cel – kultura pokoju
Podstawowym celem edukacji dla pokoju jest pogłębianie w dzieciach i dorosłych przekonania o bezwzględnej konieczności zakończenia prowadzonych wojen i poczucia obowiązku nieustannych starań o pokojowe rozwiązywanie nowych konfliktów – rozwijanie kultury pokoju. Podstawą edukacji ukierunkowanej na kształtowanie kultury pokoju musi być historyczna, socjologiczna i psychologiczna wiedza o przyczynach konfliktów zbrojnych (w przeszłości i współcześnie) oraz o możliwościach zarządzania kryzysami, które nieustannie pojawiają się między ludźmi i między grupami społecznymi o różnej wielkości. Każdy „człowiek pokoju” powinien umieć rozpoznać przyczyny tych kryzysów, np. samodzielnie – nie ulegając indoktrynacji (zob. też syndrom grupowego myślenia, rozproszenie odpowiedzialności, konformizm, Ucieczka od wolności, osobowość autorytarna) – oceniać, czy są efektem nieprzewidywalnych zdarzeń losowych, czy zostały celowo wywołane z zamiarem zarządzania przez kryzys (zob. techniki manipulacji). Powinien uznawać równość praw człowieka (bez względu na narodowość, wyznanie, płeć, status społeczny i in.), szanować godność każdego człowieka i nieustannie doskonalić umiejętności polemiki z osobami myślącymi inaczej – porozumiewania się bez przemocy i bez wywoływania negatywnych emocji (gniew, nienawiść, strach), prowadzących do wybuchów agresji, bez stosowania mowy nienawiści i mowy pogardy. Rozwijaniu tolerancji wobec innych powinno towarzyszyć przekonanie o własnym prawie do samorealizacji i do swobodnego wyrażania poglądów w toku różnych dyskusji w grupach społecznych i debat w sferze publicznej, organizowanych w społeczeństwie obywatelskim (zob. partycypacja obywatelska, demokracja uczestnicząca). Na konieczność wzmacniania „siły połączalności” (umiejętności budowania wspólnot) zwracał uwagę Polaków ks. Tischner, nawiązując do „Znicestwienia narodu” Cypriana Norwida:

Jeśli powiedziało się, iż naród składa się nie tylko z tego, co wyróżnia go od innych, lecz i z tego, co go z innymi łączy, to powiedziało się zarazem, iż ta połączalności siła nie jest wcale żadnym ustępstwem, a tym mniej uszczerbkiem, ale owszem, przymiotem zupełności charakteru i własnością dodatnią.

Tak określony cel edukacji dla pokoju nie jest jednoznaczny, co utrudnia badania i działalność praktyczną.

### Metody
Mimo kilkudziesięciu lat badań nie uzgodniono sposobów określania skuteczności różnych metod edukacji dla pokoju i nie opracowano jednego, uniwersalnego programu działań edukacyjnych. Jest pilnie potrzebne utworzenie różnorodnych programów i systemów edukacji dostosowanych do sytuacji geopolitycznej w różnych miejscach świata, reagujących na pojawianie się konfliktów, zapobiegających fałszowaniu historii, szerzeniu nienawiści i przemocy. Do realizacji tych programów powinni czuć się zobowiązani wszyscy wychowawcy młodego pokolenia (rodzina, nauczyciele, duchowni i in.) i wszystkie osoby działające w sferze publicznej (m.in. politycy, liderzy partii politycznych, dziennikarze, liderzy i członkowie organizacji pozarządowych).

#### Próby klasyfikacji w kontekście społeczno-politycznym
W celu koordynacji poszukiwań najlepszych metod działania Gavriel Salomon (The Center for Research on Peace Education) zaproponował wyodrębnienie trzech głównych kategorii regionów:
- regiony spokoju
- regiony napięć międzyetnicznych
- regiony trudnych konfliktów

W regionach spokoju Peace Education polega przede wszystkim na promowaniu idei ogólnej kultury pokoju („pokój pozytywny”, porozumiewanie się bez przemocy, zgodna współpraca).
W regionach drugiego typu istnieją napięcia na tle rasowym, etnicznym lub religijnym, jednak nie wywołują one jawnych aktów wrogości (zob. np. Amerykanie jako pluralistyczna wspólnota pochodzenia imigracyjnego w USA, Belgowie jako pokojowo współistniejące grupy etniczne). Korzystne jest zapobieganie przemocy („negatywny pokój”) – starania o równość praw oraz kształcenie indywidualnych umiejętności radzenia sobie z konfliktami, umożliwiających lepsze współistnienie w praktyce ze swoimi przeciwnikami. Metoda edukacji musi być uzależniona od skali występujących lub potencjalnych problemów (konflikt mikro lub makro, np. między osobami lub grupami o różnej wielkości). Jest bardzo istotne, po której stronie stoją poddające się edukacji osoby, żyjące w warunkach konfliktów „większość vs. mniejszość”, „zdobywca vs. podbity”, „sprawca vs. ofiara”.
W trzeciej kategorii – w czasie działań w regionach ciągłych, gwałtownych konfliktów między rzeczywistymi przeciwnikami – dobór metod edukacji dla pokoju jest najtrudniejszy. Uczestnicy starć są przekonanymi o swoich prawach do konkretnych zasobów, a narodowe, etniczne, plemienne lub religijne konflikty są podtrzymywane przez kolektywne narracje, zawierające m.in. zbiorowe wspomnienia o przeszłych okrucieństwach, o współczesnych ofiarach, o własnej „wyższości moralnej” w stosunku do przeciwników. Niejednokrotnie pojednanie ludzi utrudnia postawa autorytarnych władz, zainteresowanych podtrzymywaniem niepokoju. Próby określenia skuteczności różnych metod pokojowej edukacji w takich rejonach świata są dopiero podejmowane.

#### Przykłady działań edukacyjnych w praktyce
Cechy „wychowania dla pokoju” powinno mieć oddziaływanie otoczenia na człowieka w różnych okresach życia. Rozwój osobowości, w tym kształtowanie się tożsamości, rozpoczyna się już w okresie prenatalnym i trwa do późnej starości. Początkowo największe jest oddziaływanie rodziców i innych członków najbliższej rodziny, a w następnych latach – różnych grup środowiska społecznego.

##### Dzieci i młodzież

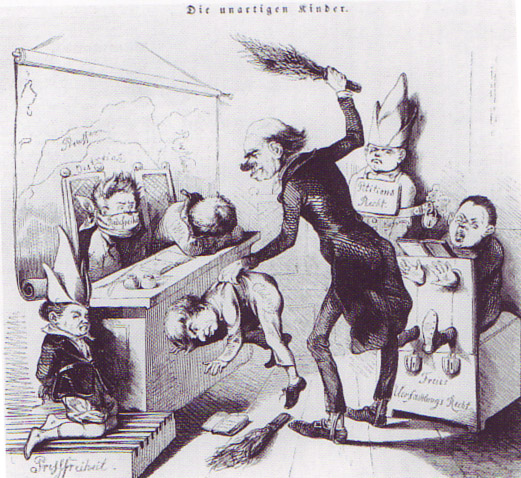
Stosując autokratyczny styl wychowania, w tym kary cielesny, uczy uległości wobec nauczycieli, rodziców, władzy (posłuszeństwa bez względu na własne przekonania) lub wywołuje opór – zachowania negatywistyczne, antyspołeczne i in. (np. Acting-out)

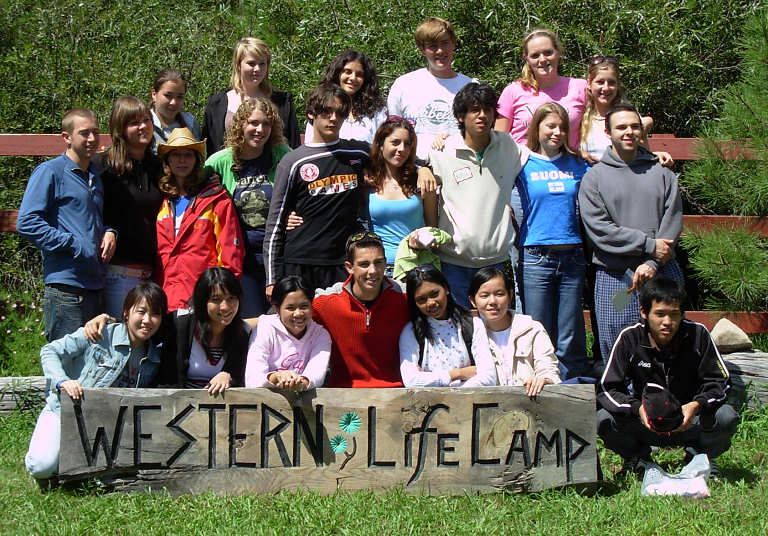
Pokojowi sprzyjają bezpośrednie kontakty między ludźmi – mieszkańcami wielokulturowej Ziemi, np. w czasie międzynarodowych obozów dziecięcych i młodzieżowych, organizowanych przez AFS (American Field Service), CISV i in.

Samoświadomość i podstawowe cechy osobowości dziecka (charakter) zaczynają rozwijać się w najwcześniejszym dzieciństwie (zob. „Jak wychować szczęśliwe dziecko”), w tempie i w kierunkach zależnych od bodźców, odbieranych w tym czasie przez zmysły. Wkrótce po urodzeniu dziecko uważnie obserwuje matkę, jej mimikę (umiejętność odczytywania kodu tej komunikacji niewerbalnej jest wrodzona i wspólna dla wszystkich naczelnych) i ruchy (mowa ciała). Komunikując się z członkami rodziny odbiera w ten sposób np. informacje o ich radości lub strachu i reaguje radosnym ożywieniem, znieruchomieniem wyrażającym niepokój lub płaczem.
W kolejnych fazach rozwoju, po opanowaniu mowy, decydujące staje się znaczenie rozmów i twórczych zabaw. Zachowanie bliskiego emocjonalnego kontaktu dziecka z kochającą rodziną sprawia, że – w sprzyjających warunkach zewnętrznych – szybko rośnie jego wiedza i inteligencja emocjonalna, rozwijają się kompetencje społeczne, m.in. empatia, asertywność, umiejętność perswazji, zdolność do samokontroli, umiejętność współpracy i zdolności przywódcze.
Kształtowanie pozytywnych cech charakteru w rodzinnym domu powinno być kontynuowane w przyjaznym przedszkolu oraz w szkole. Dzieci stają się członkami nowych struktur, w których odgrywają zróżnicowane role społeczne, zależne od kompetencji wszystkich członków grupy. Powinny – pod kierunkiem nie stosującego przemocy wychowawcy (odwołującego się do empatii) – uczyć się hamowania wybuchów agresji w czasie szkolnych nieporozumień lub kontrolowania emocji w czasie rozmów na „drażliwe tematy”.
Zgodnie z koncepcją pedagogiczną Marii Montessori (zob. Metoda Montessori):

Wychowanie prowadzące do pokoju, lub inaczej do kultury dialogu, opiera się na kształtowaniu osobowości dziecka zgodnie z zasadami wolności, pokoju i miłości w tak zwanym przygotowanym otoczeniu. Tak rozumiane wychowanie sprzyja rozwojowi wartości ludzkich: inteligencji, kultury, wrażliwości, miłości, instynktu społecznego, współpracy, współzależności. Ponadto wychowanie … powinno ukierunkować człowieka na jego wielkość, kształtować poczucie godności „bez względu na rasę, kulturę, przynależność do warstwy społecznej, przekonania”.

Dzieci pozbawione spokojnego domu rodzinnego i możliwości zabawy w przedszkolach typu Montessori, np. dorastające w warunkach wojny lub innych gwałtownych konfliktów często wcześnie doznają urazów psychicznych – są narażone na traumatyczne doznania (np. zagrożenie życia własnego i swoich najbliższych, obserwacja brutalności walczących stron i cierpienia ofiar). Rozwijają się z poczuciem krzywdy, doznanej od mieszkańców sąsiednich krajów lub wyznawców innych religii. Tak doświadczone dzieci mogą odzyskać kompetencje społeczne (umiejętność nawiązywania kontaktów z innymi ludźmi), jednak wymaga to wytrwałej pracy wychowawców. Tacy pedagodzy, jak Anton Makarenko, Grzegorz Dowlasz, Irena Chmieleńska i in. wykazali, że wielką rolę odgrywa działanie w grupie (kolektywne). Taki charakter ma aktywność w ruchu skautowym (zob. ruch skautowy na ziemiach polskich), uczestnictwo w akcjach pomocy humanitarnej (zob. typologia operacji pokojowych), w Ruchu Młodzieżowym Polskiego Czerwonego Krzyża, PAH, Wielka Orkiestra Świątecznej Pomocy (WOŚP), Stowarzyszeniu Wiosna ks. Jacka Stryczka (Szlachetna Paczka). Uczestnictwo w takich ruchach daje dzieciom i młodzieży radość oraz poczucie własnej wartości i sprawczości.
W edukacji dla pokoju istotną rolę odgrywają bezpośrednie kontakty dzieci i młodzieży z różnych krajów. Pierwszą z globalnych akcji – letnie spotkania dzieci w Children’s International Summer Villages) – rozpoczęto na przełomie lat 40./50. XX wieku (inicjatywa Doris Allen z Uniwersytetu Cincinnati). Młodzież od wielu lat korzysta z możliwości międzyuczelnianej wymiany studenckiej oraz wymiany międzyszkolnej – uczniowie (15–18 lat) mogą np. spędzić trymestr, semestr lub rok szkolny w jednym z ponad 30. państw świata; uczęszczają do szkoły średniej mieszkając u miejscowych rodzin goszczących; stają się częścią lokalnej społeczności, dzięki czemu mogą dogłębnie poznać kulturę, zwyczaje i język wybranego przez siebie państwa).
W Unii Europejskiej uruchamiano kolejne programy edukacyjne propagujące ideę Europy Narodów, zgodne z dewizą Jedność w różnorodności (łac. In varietate concordia): Erasmus, Program Socrates, Program „Uczenie się przez całe życie” (ang. Lifelong Learning Programme, LLP). W skład pakietu LLP wchodziły programy Erasmus, Comenius, Grundtvig, Leonardo da Vinci, Jean Monnet.
Ukierunkowane na budowanie poczucia przynależności do społeczności globalnej programy edukacyjne realizuje UNESCO (Culture of peace and non-violence, Education about the Holocaust and genocide, Peace and human rights education i inne).
Zacieśnianiu więzi między dziećmi i młodzieżą świata sprzyjają również wycieczki zagraniczne, np. spotkania w schroniskach młodzieżowych IYHF (zob. Polskie Towarzystwo Schronisk Młodzieżowych) lub udział w takich akcjach, jak Szkoła pod Żaglami, Chrześcijańska Szkoła pod Żaglami itp. Znajomości, nawiązane w tych warunkach między młodymi ludźmi z różnych krajów, mogą przerodzić się w przyjaźń i stać się zalążkami międzynarodowych grup społecznych (ułatwia to coraz powszechniej dostępna komunikacja internetowa).

##### Społeczności dorosłych
Rejony spokoju

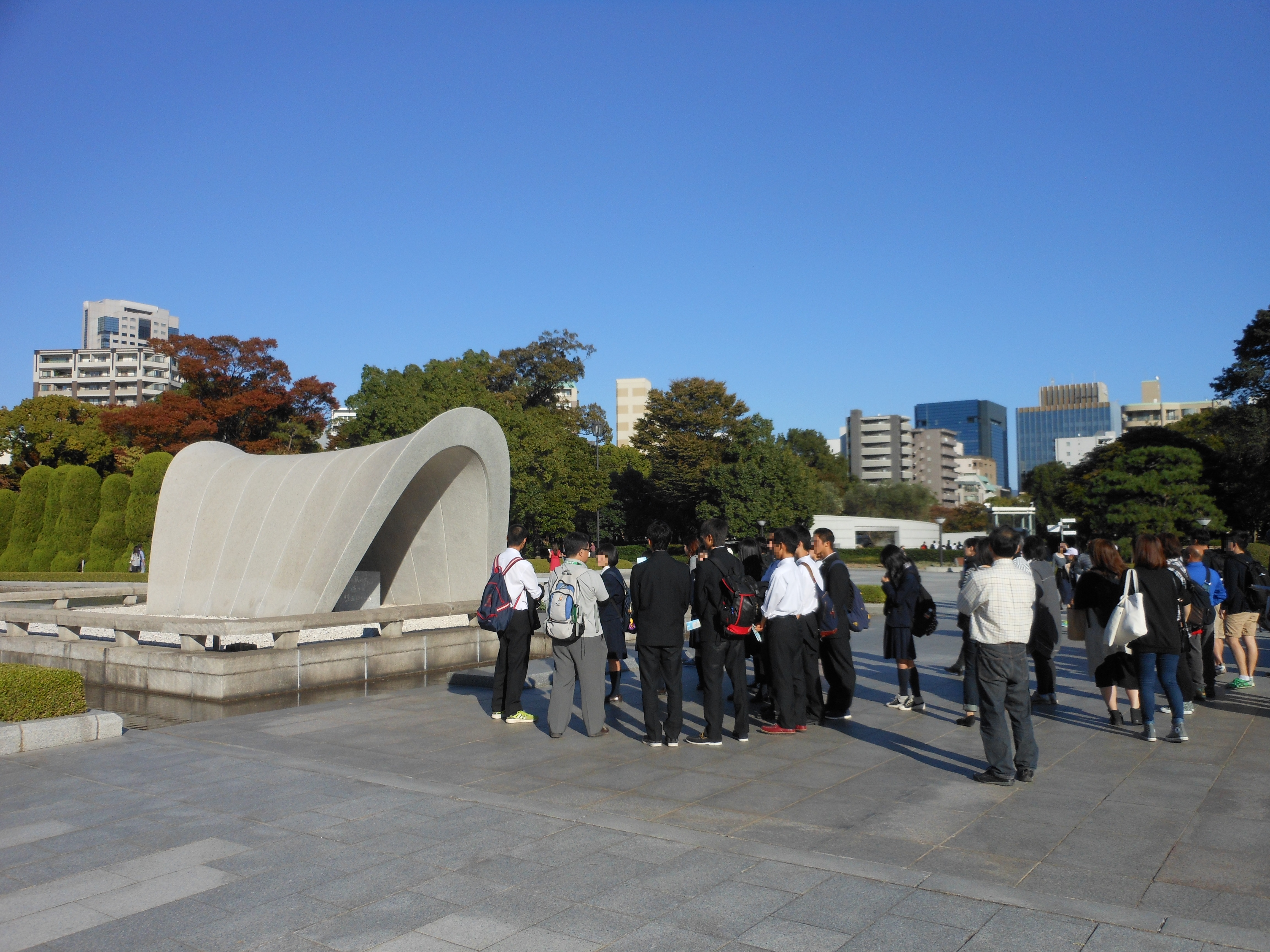
Pokojowi sprzyja utrwalanie pamięci o wojnach – Hiroszimie, Auschwitz-Birkenau i innych zbrodni przeciwko ludzkości

W regionach spokoju, w których podstawowe potrzeby ludzi są zaspokojone pokojowa edukacja dorosłych powinna budować poczucie współodpowiedzialności za utrzymywanie równowagi w niezwykle złożonej przestrzeni „cywilizacyjnego sześciokąta Senghaasa” (może to być jeden ze sposobów zaspokajania potrzeby szacunku na poziomie wyższym – potrzeby szacunku do samego siebie). Działania są podejmowane ze świadomością, że osiągnięcie trwałego pokoju światowego jest mało realne lub nawet niemożliwe (prowadzenie wojen jest zgodne z naturą ludzką).
Ważnymi obszarami działania są m.in.:
- wzbogacanie i utrwalanie wiedzy o przyczynach i skutkach wojen[56] – rzetelne przekazywanie obrazów wojen, obserwowanych ze wszystkich możliwych punktów widzenia (m.in. książki historyczne, biografie, beletrystyka, filmy, muzea itp.

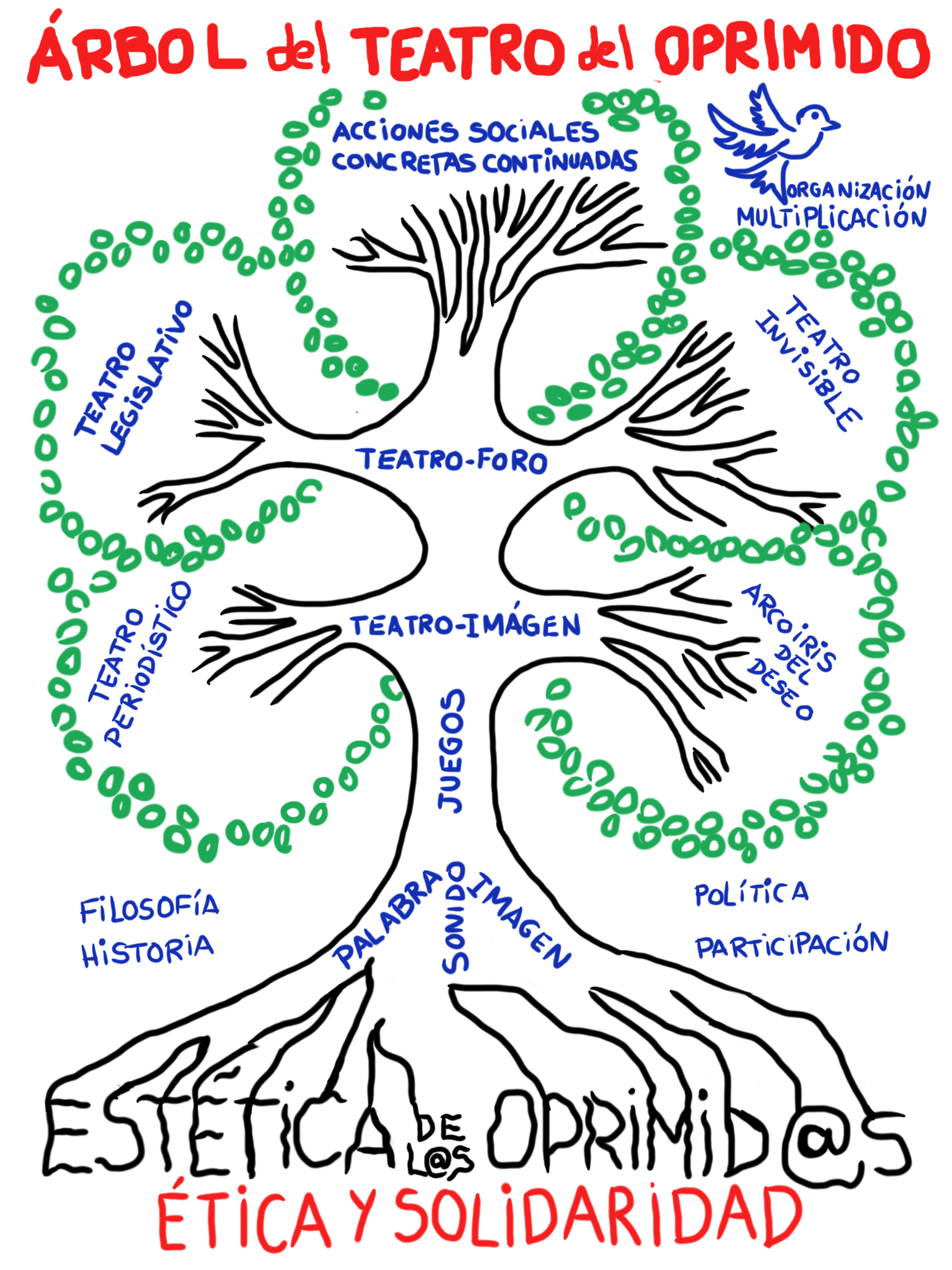
Metaforą „Teatru uciśnionych” jest drzewo zakorzenione w mocnej podstawie etyki i solidarności i odżywiane przez składniki żyznej gleby (historia, filozofia, polityka, partycypacja obywatelska). W teatrze aktorzy-widzowie kształtują scenę reagując na różne sytuacje opresji społecznej.

- dialog i edukacja dot. np. praw człowieka, zasad demokracji i praworządności[56], zakresu działania organizacji międzynarodowych (w tym UNESCO ONZ) i organizacji religijnych (np. Networking in Peace Education Światowej Rady Kościołów[87]), promowanie idei społeczeństwa obywatelskiego (zob. też podmiotowość społeczna, Kluby Rotaract), popularyzowanie zasad wyboru i działania administracji samorządowej, tworzenia i działania organizacji pozarządowych
- kształcenie umiejętności panowania nad własnymi emocjami, pojawiającymi się w rodzinach, grupach powiązanych zawodowo i in., szkolenia w zakresie zarządzania sytuacjami kryzysowymi, stosowania aktywnych strategii zarządzania konfliktami itp. (zob. Psychologia konfliktu).

Wykazano, że skuteczność edukacji jest największa, gdy ma charakter jak najbardziej zindywidualizowany. Maksymalne zaangażowanie każdego z uczestników grupy jest zapewniane w czasie zajęć organizowanych zgodnie z koncepcją „Teatru Uciśnionych (Teatr forum)” Augusto Boala (zob. też szkoła dramaturgiczna Ervinga Goffmana). Koncepcja Teatru Uciśnionych jest wiązana z ideami Paula Freire (pedagoga) oraz Bertolta Brechta (teatr epicki), Jerzego Grotowskiego, Tadeusza Kantora i innych twórców teatru awangardowego lub alternatywnego.
Ponieważ stwierdzono, że zróżnicowanie kultury narodowej jest największym utrudnieniem relacji między ludźmi (takie czynniki, jak religia, wiek, zawód lub płeć mają mniejsze znaczenie), szczególnie istotne jest zapobieganie i rozwiązywanie konfliktów w społecznościach wielokulturowych, np. w zespołach pracowników korporacji międzynarodowych, na terenach pogranicza, w Euroregionach itp.
Rejony konfliktów
Możliwości edukacji pokojowej w warunkach, panujących w czasie starć zbrojnych i w okresach następujących bezpośrednio po ich zakończeniu, badano w Chorwacji, Irlandii Północnej, Afryce Południowej i Rwandzie, w rejonie konfliktu izraelsko-arabskiego, inwazji tureckiej na Cypr i in. Napotkano zniechęcające przeszkody – kręgosłup zbiorowej narracji, decydujący o zachowaniach osób i grup, z trudem ulega modyfikacjom (głęboko zakorzenione przekonania są bardzo silne i przekazywane kolejnym pokoleniom). Niezbędne są poszukiwania możliwości zmian sposobu myślenia o byłych i dzisiejszych przeciwnikach (ludziach i ich zbiorowościach), walka z uprzedzeniami utrudniającymi zawarcie i utrzymanie pokoju. Pojednanie wymaga wybaczenia przeciwnikom (por. wybaczanie w bliskich związkach) oraz – co jest trudniejsze – uznania własnej odpowiedzialności za cierpienia drugiej strony konfliktu (przeprosiny).
Prowadzone są badania wpływu II wojny światowej na współczesne relacje międzynarodowe. Potomkowie uczestników wojny, walczących po obu stronach, często nie są skłonni do uznania własnej „odpowiedzialności grupowej” za liczne zbrodnie wojenne. Prowadzone są m.in. badania postaw współczesnych młodych Niemców, dotyczących odpowiedzialności za zagładę Żydów, lub współczesnych Japończyków, mniej skłonnych do uznania współodpowiedzialności za zbrodnie wojenne w Korei i Filipinach

## Osoby zasłużone dlaPeace Education
Inspiracje
Do pionierów idei edukacji dla pokoju są zaliczani:
- Jan Ámos Komenský (1592–1670) – twórca projektów reformy życia kulturalnego i politycznego oraz szkolnictwa, autor memoriału Via lucis (Droga światła, zob. inne znaczenie: Droga światła), książek Drzwi języków otworzone, Wielka dydaktyka i in., zwolennik powszechnego nauczania, podejmujący również próby pojednania pomiędzy katolikami a protestantami[95]; zob. też pansofia, irenizm[t]
- Immanuel Kant (1724–1804) – twórca filozofii krytycznej (transcendentalnej), autor m.in. Projektu Wieczystego Pokoju

oraz m.in.
- Mahatma Gandhi (1869–1948) – propagator pacyfizmu i nacisku politycznego bez przemocy[u], zob. m.in. Satjagraha, ahinsa, ruch Sarvodaya, non violence
- Maria Montessori[97][68][98] (1870–1952) – włoska lekarka, znana jako twórczyni metody nauczania i wychowania przez zabawę
- Paulo Freire (1921–1997) – autor m.in. Pedagogy of the Oppressed, pol. Pedagogia uciśnionych)[99] (zob. też przemoc symboliczna, pedagogika krytyczna, pedagogika miejsca, pedagogika społeczna)
- Martin Luther King (1929–1968) – laureat Pokojowej Nagrody Nobla, który „miał Sen” o zakończeniu dyskryminacji rasowej

Wśród licznych osób zasłużonych dla edukacji dla pokoju w Polsce są wymieniani
- Janusz Korczak (1878 lub 1879–1942) – pedagog, lekarz, pisarz, działacz społeczny bezgranicznie oddany dzieciom, przeciwnik wychowania autorytarnego[100] skoncentrowany na aksjologicznym i etycznym rozwoju dziecka, na uniwersalnych wartościach, takich jak sprawiedliwość i dążenie do pokoju, na rozwijaniu wytrzymałości, siły woli, odwagi, altruizmu, miłości, poczucia obowiązku i odpowiedzialności[101][v], autor licznych publikacji na temat wychowania dzieci[62][100], m.in. zdań[104]:

… czy rzeczywiście „świat jest przemianą zła wieczyście trwałą“ jak mówi Tetmajer, czy też pnąc się „naprzód i wyżej, przez szereg istnień padających marnie“ – dąży do ideału, jak twierdzi Asnyk?

Zreformować świat, to znaczy zreformować wychowanie… („Spowiedź motyla”, 1914)

- Bogdan Suchodolski (1903–1992) – pedagog, filozof, historyk nauki i kultury, członek Ogólnopolskiego Komitetu FJN, autor książki Wychowanie dla przyszłości[107] i wielu innych publikacji
- Eugenia Anna Wesołowska (1929–2016), Współpraca między narodami i wychowanie dla pokoju: problemy społeczne i pedagogiczne[15](zob. zakres działalności Eugenii Wesołowskiej)
- Janusz Symonides (ur. 1938)[108] – profesor prawa międzynarodowego w UW (Zakład Prawa i Instytucji Międzynarodowych), członek Europejskiej Akademii Bezpieczeństwa i Współpracy w Europie, Rady Redakcyjnej UNESCO Studies on Peace and Conflict i in., autor „Education for Peace” i wielu innych publikacji[109]
- Stanisław Kawula (1939–2014) – pedagog i pracownik naukowy (pedagogiką społeczna, pedagogika rodziny, subkultury młodzieżowe), profesor UMK w Toruniu, Uniwersytetu Gdańskiego, UWM w Olsztynie i WSP w Olsztynie, członek Komitetu Nauk Pedagogicznych PAN, autor Wychowanie dla pokoju i w warunkach pokoju[2]
- Jerzy Nikitorowicz (ur. 1951) – pedagog, prof. nauk humanistycznych Uniwersytetu w Białymstoku prowadzący badania w dziedzinie edukacji międzykulturowej w Polsce, autor wielu publikacji, m.in. Tożsamość wobec dylematów generowania dziedzictwa kulturowego, Polskie szkolnictwo wyższe w raporcie Lisbon Council „Obywatele i społeczeństwo w dobie ery wiedzy”, Socjalizacja i wychowanie w zróżnicowanych wyznaniowo i etnicznie rodzinach Białostocczyzny, Młodzież pogranicza kulturowego Polski, Białorusi, Ukrainy wobec integracji europejskiej[77].
- Przemysław Paweł Grzybowski – dr hab., specjalista w dziedzinie pedagogiki międzykulturowej i pedagogiki porównawczej, autor prac Śmiech w edukacji. Od szkolnej wspólnoty śmiechu po edukację międzykulturową (praca habilitacyjna, UKW w Bydgoszczy)[110], Morycek w szkole. Żydowskie dowcipy o edukacji, w dialogu międzykulturowym[111] i innych publikacji
- Barbara Surma – pedagog, autorka publikacji Podstawy teoretyczne i twórcze inspiracje praktyczne systemu pedagogicznego Marii Montessori w placówkach wychowania przedszkolnego i edukacji wczesnoszkolnej w Polsce i we Włoszech (praca doktorska, Wydział Filozoficzny Uniwersytetu Jagiellońskiego, 2007), Wolność i indywidualizm w koncepcji pedagogicznej Marii Montessori a wychowanie do dialogu i in.[112][67]
- Agnieszka Piejka (2015) – doktor habilitowana nauk społecznych w zakresie pedagogiki ogólnej, nauczyciel akademicki na Wydziale Pedagogicznym ChAT, autorka licznych publikacji, np. Inspiracje współczesnego myślenia o wychowaniu dla pokoju[94], Znaczenie filozofii Ericha Fromma dla myślenia pedagogicznego (praca doktorska, 2000)[113][114]

## Popularyzacja zagadnieńPeace Education
Problemy edukacji dla pokoju są tematem wielu artykułów, publikowanych w różnych czasopismach, m.in. specjalizujących się w tym zakresie tematycznym (np. Journal for Peace and Justice Studies, Newsletter Peace Education Commission of the International Peace Research Association). Wydano liczne specjalistyczne książki, np. Rethinking Education. Towards a global common good?, UNESCO Publishing 2015, Peace Education and Conflict Transformation, Traditional Approaches to Conflict Transformation – Potentials and Limits (w tym m.in. Education – Principles ISBN 978-3-941514-09-6), Peace education. International Encyclopedia of Education (James Smith Page 2010)) i inne opracowania, np. programy działania i poradniki dla badaczy, nauczycieli, uczniów i innych osób, zainteresowanych zróżnicowaniem kulturowym, komunikacją międzykulturową, pedagogiką międzykulturową.
Na stronie internetowej wydawnictwa Information Age Publishing w serii Peace Education wymieniono np. 20 tytułów z lat 2006–2018 (wydane i przygotowane do publikacji):

- Laura Finley, Gender, Sexuality and Peace Education. Issues and Perspectives in Higher Education, 2018
- Dilip Vasudeo Kulkarni, Sustainable Peace in the Twenty-First Century. Bridging the Gap from Theory to Practice, 2017
- David J. Smith, Peace Jobs. A Student’s Guide to Starting a Career Working for Peace, 2016
- Celina Del Felice, Aaron Karako, Andria Wisler, Peace Education Evaluation. Learning from Experience and Exploring Prospects, 2015
- Laura Finley, Joanie Connors, Barbara Wien, Teaching Peace Through Popular Culture, 2015
- Robin Cooper, Laura Finley, Peace and Conflict Studies Research. A Qualitative Perspective, 2014
- Rebecca L., Understanding Peace Cultures, 2014
- Ian Harris, Peace Education from the Grassroots, 2013
- Charles F. Howlett, Nicholas Murray Butler’s The International Mind. An Argument for the Judicial Settlement of International Disputes with a New Introduction by Charles F. Howlett, 2013 (wydanie z okazji stulecia wyd. I)
- Rebecca L., The Language of Peace. Communicating to Create Harmony, 2013
- Johan Galtung, S.P. Udayakumar, More than a Curriculum. Education for Peace and Development, 2013
- Susan Gelber Cannon, Think, Care, Act. Teaching for a Peaceful Future, 2011
- Laura Finley, Building a Peaceful Society. Creative Integration of Peace Education, 2011
- Charles F. Howlett, Ian Harris, Books, Not Bombs. Teaching Peace Since the Dawn of the Republic, 2010
- Edward J. Brantmeier, Jing Lin, John P. Miller, Spirituality, Religion, and Peace Education, 2010
- Charles F. Howlett, Robbie Lieberman, For the People. A Documentary History of The Struggle for Peace and Justice in the United States, 2009
- James Page, Peace Education. Exploring Ethical and Philosophical Foundations, 2008
- Jing Lin, Christa Bruhn, Transforming Education for Peace, 2008
- Monisha Bajaj, Encyclopedia of Peace Education, 2008
- Iram Yaacov, Educating Toward a Culture of Peace, 2006